# Aristoxenos
Aristoxenos från Tarent, var en grekisk filosof och musikskriftställare, levde omkring 350 f.Kr. i Aten.

## Biografi
Aristoxenos var först pythagoréen Xenofilos och därefter Aristoteles lärjunge. Av hans (enligt Suidas) 453 arbeten finnas endast Harmonika' stoicheia bevarad vilket är den äldsta kända musikskriften. Det finns även ett fragment av ett arbete om rytmen (utgivet första gången 1785). Gentemot pythagoréernas evinnerliga talräknande i musiken hävdade Aristoxenos känslans och hörselförnimmelsernas rätt att döma i harmonifrågor.

## Eftermäle
Nedslagskratern Aristoxenes på planeten Merkurius är uppkallad efter honom.